# Џулијан Естивен Велез
Џулијан Естивен Велез (9. фебруар 1982) бивши је колумбијски фудбалер.

## Репрезентација
За репрезентацију Колумбије дебитовао је 2006. године. За национални тим одиграо је 15 утакмица.

## Статистика
| Колумбија | Колумбија | Колумбија |
| Год.      | Ута.      | Гол.      |
| --------- | --------- | --------- |
| 2006      | 4         | 0         |
| 2007      | 6         | 0         |
| 2008      | 5         | 0         |
| Укупно    | 15        | 0         |